# Fred Neil (album)
Albums de Fred Neil
Bleecker & MacDougal (en)
(1965) Sessions (en)
(1967)
Fred Neil est le deuxième album de Fred Neil, sorti en 1966.

## L'album
Cet album de Fred Neil a une tonalité plus décontractée qu'à ses débuts, et contient ses chansons les plus connues Everybody's Talkin' et The Dolphins.
 
Il a été réédité en 1969 sous le titre Everybody's Talkin'  en réponse au succès international de la bande originale du film Macadam Cowboy, qui contient une reprise du titre par Harry Nilsson.

Il est cité dans l'ouvrage de référence de Robert Dimery Les 1001 albums qu'il faut avoir écoutés dans sa vie.

### Titres
Tous les titres sont de Fred Neil, sauf mentions. 
| 1. | The Dolphins                                |                  | 4:06 |
| 2. | I've Got a Secret (Didn't We Shake Sugaree) | Elizabeth Cotten | 4:40 |
| 3. | That's the Bag I'm In                       |                  | 3:37 |
| 4. | Badi-Da                                     |                  | 3:39 |
| 5. | Faretheewell (Fred's Tune)                  |                  | 4:03 |

| 6.  | Everybody's Talkin'        |  | 2:45 |
| 7.  | Everything Happens         |  | 2:20 |
| 8.  | Sweet Cocaine              |  | 2:03 |
| 9.  | Green Rocky Road           |  | 3:40 |
| 10. | Cynicrustpetefredjohn Raga |  | 8:16 |

### Musiciens
- Fred Neil : guitare acoustique et électrique, chant
- Pete Childs : guitare électrique et acoustique
- John T. Forsha : guitare acoustique, guitare 12 cordes
- Cyrus Faryar : guitare acoustique, bouzouki
- Rusty Faryar : cymbales à doigts
- Jimmy Bond : basse
- Billy Mundi : batterie, cymbales, tambourin
- Alan Wilson : harmonica
- Nick Venet : effets sonores